# Princesse Mélodie
Princesse Mélodie est un jeu vidéo de simulation développé par Ubisoft Shanghai et édité par Ubisoft en 2009 sur Nintendo DS.

## Synopsis
Ce jeu nous emmène dans une aventure magique avec une princesse et les fées de la musique qui tentent de sauver le monde car une sorcière a volé toutes les mélodies de ce monde.
Le système de jeu est basé sur une succession de mini-jeux de rythme et de chant pour récupérer toutes les notes et sauver le monde.